# Place Pépinet
La place Pépinet est une place de Lausanne, en Suisse, située dans le quartier du Centre.

## Histoire

### Moyen Âge
Au Moyen Âge, l'emplacement occupé par l'actuelle place Pépinet se nomme Saint-Jean, du nom de la chapelle et de l'hospice situés au nord de la place actuelle, en dehors des remparts de la ville. Il est situé sur la rive droite de la Louve, à quelques mètres en amont de sa confluence avec le Flon,. Pépinet désigne alors les terrains, les vignobles et les moulins situés entre l'ancienne ruelle du Grand-Pont et la rive droite du Flon. Au XIIIe siècle, la place Saint-Jean, traversée par la rue du Marché allant de la Palud à Saint-Laurent, est un lieu de passage pour les marchandises destinées d'un côté à l'hospice, et de l'autre aux halles qui se trouvent à l'emplacement actuel de la rue Centrale no 5. Vers le XIVe siècle, le chemin hors des murs permet en outre, depuis Saint-Jean, de franchir le pont sur le Flon et de monter à Saint-François.

### XIXesiècle
L'ancienne chapelle Saint-Jean, transformée depuis en logements, est démolie vers 1805. Le même sort attend vers 1813-1817 l'édifice construit à l'emplacement des halles.
Le voûtage des deux rivières traversant la ville et le comblement de leurs vallons, pour éviter leurs crues et les épidémies causées par le rejet des eaux usées dans les rivières, sont réalisés à partir de 1812 pour la Louve et à partir de 1832 pour le Flon,. Le pont de Pépinet, devenu inutile, disparaît et l'espace ainsi gagné permet la création en 1850 d'une nouvelle place sur laquelle s'installent, les jours de marché, laitiers, fromagers et poissonniers. Cette place, qui prend le nom de place Pépinet, est située légèrement plus à l'est que l'actuelle.
Le voûtage du Flon entre le bas de la place Pépinet et le Grand-Pont se fait en 1869 et la surface gagnée est nivelée en 1874, augmentant d'autant la superficie de la place Pépinet qui comprend alors également la place Saint-Jean et le secteur allant jusqu'au Grand-Pont, quelques dizaines de mètres à l'ouest. En 1877, la Municipalité propose de baptiser le secteur entre la place Saint-Jean et le Grand-Pont « place des Arcades », mais c'est finalement le nom de « place Centrale » qui est retenu. La limite entre les deux places est définie par l'abouchement de la rue Pépinet (qui descend de Saint-François) sur la rue Centrale. Le nord de la place Pépinet comprend un îlot de bâtiments qui forme une saillie en direction de son centre. Dans cet îlot de Pépinet est fondé en 1877 le Dispensaire central lausannois, qui est à l'origine de la Policlinique universitaire,,.

### XXeetXXIesiècles

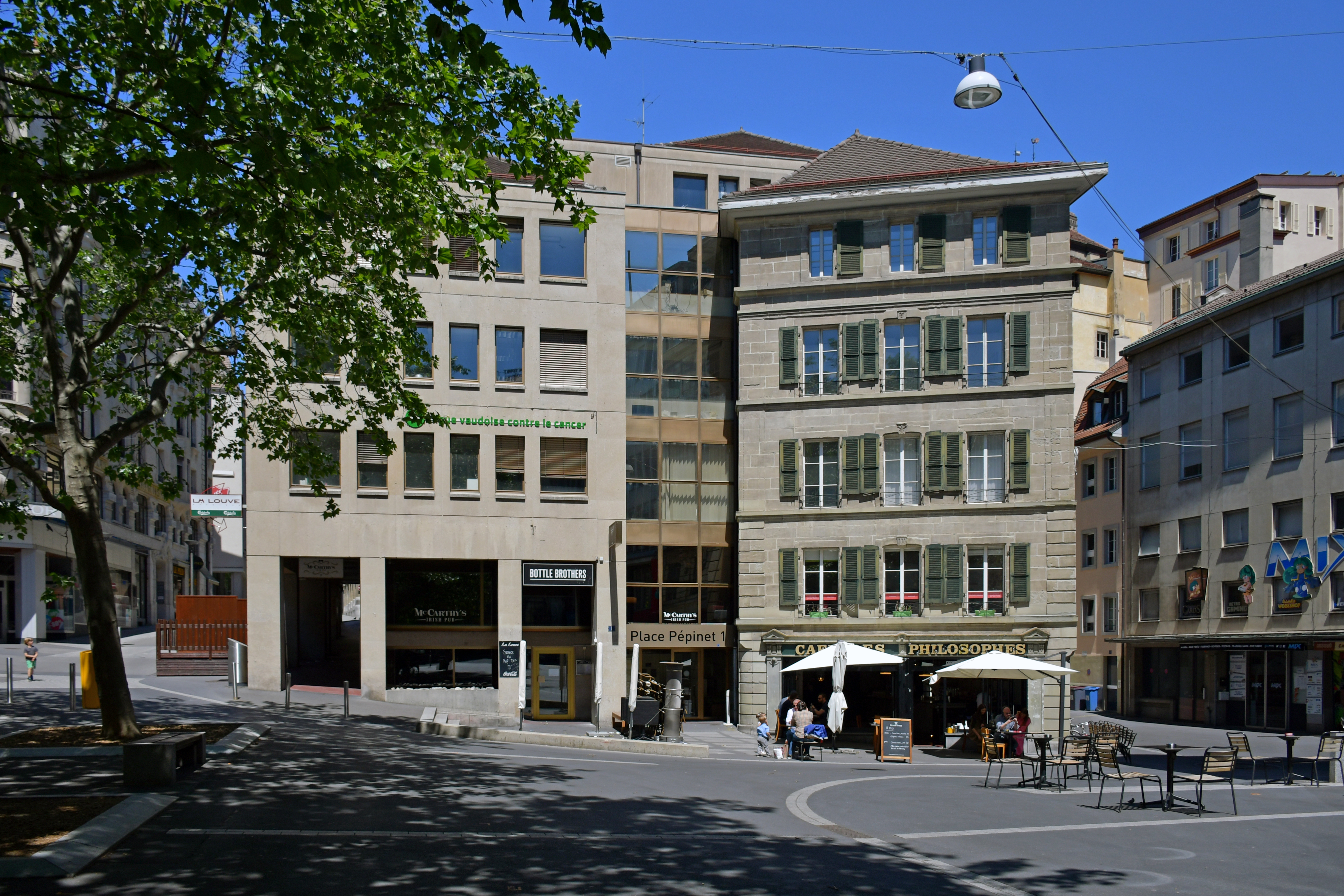
L'îlot séparant le nord de la place et la place de la Louve, construit entre 1971 et 1972. La façade de l'ancien Café des Philosophes a été conservée.

En 1932 est construit le bâtiment actuellement appelé rue Centrale no 5), séparant la place Pépinet de la place Centrale. L'îlot de Pépinet est démoli en novembre 1934.
Entre 1971 et 1972 est démoli le pâté de bâtiments séparant le nord de la place et la place de la Louve pour permettre la construction d'édifices modernes. De l'immeuble abritant le Café des Philosophes, seule la façade est conservée,.
La place Pépinet devient piétonne au début du XXIe siècle[Depuis quand ?]. Elle possède malgré tout jusqu'en 2010 un parking pour les deux-roues, déplacé par la suite.

## Situation, accès et description
La place Pépinet se trouve dans le quartier du centre, dans la zone piétonne. La rue Centrale la longe au sud. On y accède également au nord-ouest par la rue de la Louve (venant de la place de la Louve) ou par la rue Grand-Saint-Jean (venant de la place Grand-Saint-Jean), et au nord-est par la rue du Petit-Saint-Jean. Elle est bordée à l'est et à l'ouest par des commerces, le bloc ouest la séparant de la place Centrale. L'îlot fermant la place au nord abrite deux restaurants.

### Transports publics
La place et desservie par la ligne 22 des transports publics de la région lausannoise.